# CPH Zine Fest
CPH Zine Fest er en årlig zine-fest, der startede i 2014 og arrangeres i København.  
Festivalen blev startet af Anna Sofie Mørch Bendixen og de første år foregik den på Ungdomshuset på Dorotheavej. Festivalen blev flyttet til Støberiet på Blågårds Plads i 2022. I dag er festivalen arrangeret af Sandra Sundqvist og Anders Fjølvar.
I foråret 2022 blev der afholdt en første zine-fest i Odense, også kaldet CPH Zine Fest, fordi det er de samme arrangører, der står bag. Det første år var festivalen i Odense på biblioteket og både i foråret 2023 og i foråret 2024 var festivalen i Ungdomshuset i Odense.